# アメリカ合衆国憲法修正第11条

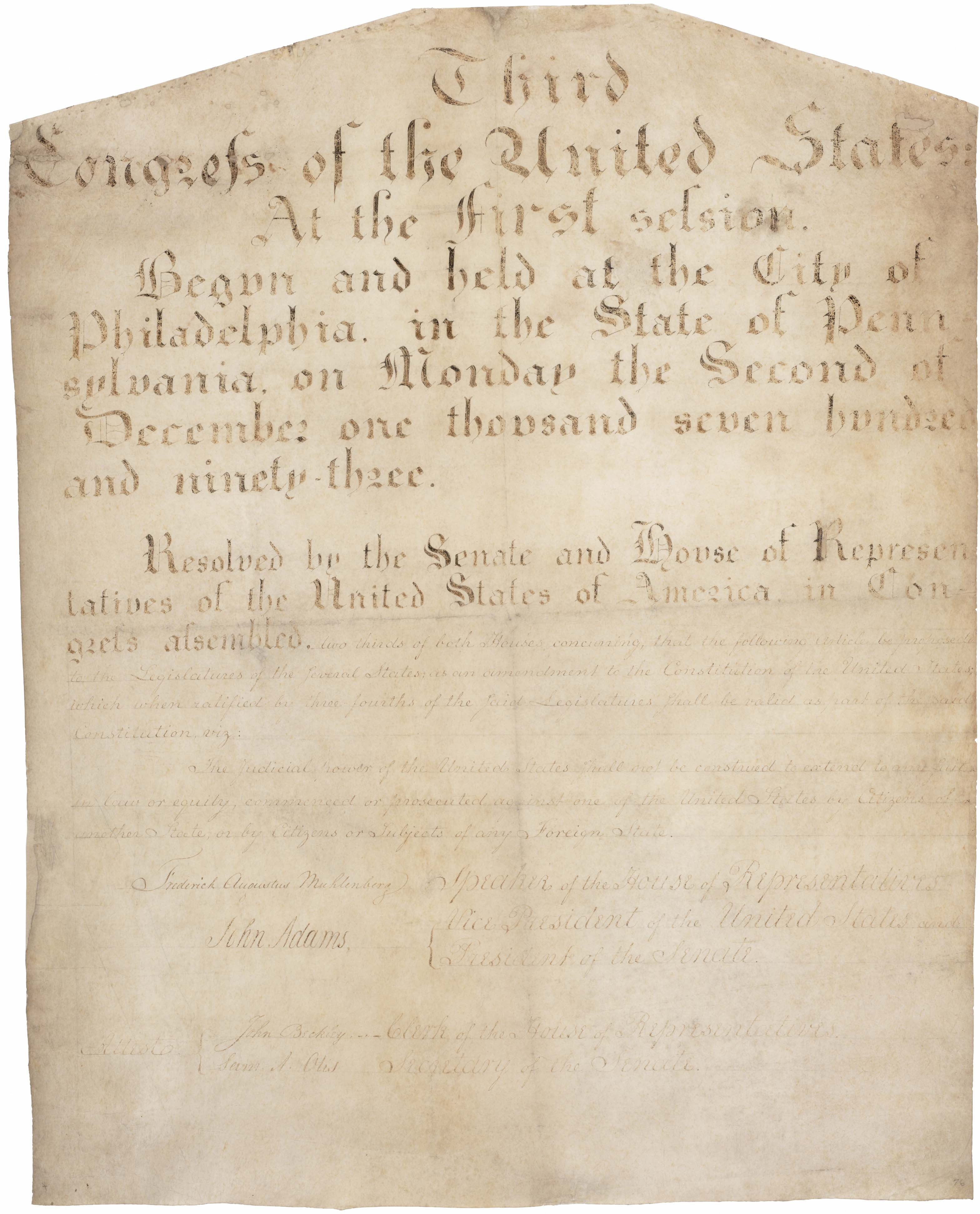
アメリカ国立公文書記録管理局が所蔵する修正第11条

アメリカ合衆国憲法修正第11条（アメリカがっしゅうこくけんぽうしゅうせいだい11じょう、英:Eleventh Amendment to the United States Constitution、あるいはAmendment XI）は、アメリカ合衆国議会によって1794年3月4日に可決され、1795年2月7日に批准が成立した。この修正条項は連邦の訴訟に関して各州の主権による免責特権を扱っている。この修正条項は「チザム対ジョージア州事件」（1793年）における合衆国最高裁判所判決に対応し、またそれを覆すために採択された。

## 要約
この修正条項は「チザム対ジョージア州事件」（1793年）における合衆国最高裁判所判決の後に成立した。その判決では、連邦裁判所が個人によって起こされた州に対する普通法および衡平法上の訴訟を審問する権限があり、州は他の州の市民によってなされた訴訟について主権による免責は享受できないとしていた。かくしてこの修正条項は、「一州と他州の市民との間の」争訟を審問する司法の管轄権を与えたアメリカ合衆国憲法第3条第2節の規定の一部を無効にした。
修正条項本文は、その言葉によって、市民がその属する州に対して行う訴訟を含めていないが、最高裁は1890年の「ハンス対ルイジアナ州事件」判決で修正条項が広い主権による免責の原則を反映していると支持した。1999年の「アルデン対メイン州事件」でアンソニー・ケネディ判事は次のように述べた。
「アルデン対メイン州事件」で4人の異議申し立てをした判事について、デイヴィッド・スーター判事は、憲法を批准したときに州はその主権による免責を放棄したと言った。この異議申し立て者は、修正条項の本文は主権による免責の狭い形態のみを反映しており、連邦裁判所の管轄権を制限していると考え、憲法の構造は州を個人による訴訟から保護しているとは考えていない。
主権による免責制度は損害金あるいは他の衡平法上の救済に関して不同意な州の訴訟免責を与えていない。それでも連邦裁判所は1908年の「ヤング一方のみ事件」で連邦法を侵犯することについて州役人に禁止命令を出している。さらに最高裁は修正第14条の執行条項（第5節）で連邦議会が州の訴訟からの免責を無効にできるとした。例えば1976年の「フィッツパトリック対ビッツァー事件」を参照。また、セントラル・バージニア・コミュニティカレッジ対カッツ事件」では、裁判所がその主権による免責判例の範囲を狭め、第1条の破産条項は州の主権による免責を無効にするとした。

## 提案と批准
アメリカ合衆国議会は修正第11条を1794年3月4日に提案した。続いて次の州が批准した。
1. ニューヨーク州 (1794年3月27日)
2. ロードアイランド州 (1794年3月31日)
3. コネチカット州 (1794年5月8日)
4. ニューハンプシャー州 (1794年6月16日)
5. マサチューセッツ州 (1794年6月26日)
6. バーモント州 (1794年11月9日)
7. バージニア州 (1794年11月18日)
8. ジョージア州 (1794年11月29日)
9. ケンタッキー州 (1794年12月7日)
10. メリーランド州 (1794年12月26日)
11. デラウェア州 (1795年1月23日)
12. ノースカロライナ州 (1795年2月7日)

批准は1795年2月7日に完了した。この修正条項は後にサウスカロライナ州によって1797年12月4日に批准された。